# Вулкотт, Александр
Алекса́ндр Ха́мфрис Ву́лкотт (англ. Alexander Woollcott; 19 января 1887[…], Phalanx, Нью-Джерси — 23 января 1943[…], Нью-Йорк, Нью-Йорк) — американский критик и журналист, обозреватель.

## Биография
Вулкотт был вдохновителем многих американских драматургов на написание пьес, и его образ часто использовался в литературных произведениях. Он был убеждён, что он вдохновил Рекса Стаута на написание книг про частного детектива Ниро Вульфа, но Стаут, хотя и дружил с Вулкоттом, опровергал это. Вулкотт родился в Нью-Джерси в 1887 году. Он рос в бедности, его отец был безработным.
Вулкот работал в газетах и журналах, писал рецензии и статьи. С1918 года сотрудничал с изданиями Stars and Stripers, Times, New York Herald, New York World, The New Yorker. С 1829 года вёл передачу «Городской глашатай» на местной радиостанции.
Он умер от сердечного приступа в 1943 году, за четыре дня до этого справив своё 56-летие. Вулкотт оставил после себя творческое наследие, в том числе ряд известных афоризмов.

## Некоторые афоризмы
- Все, что мне нравится, либо противозаконно, либо безнравственно, либо ведет к ожирению[6].
- Декорации спектакля были превосходны; к сожалению, их заслоняли актеры[7].